# Marie Brand und der Duft des Todes
Marie Brand und der Duft des Todes ist die 21. Episode der Krimiserie Marie Brand. Der Fernsehfilm mit Mariele Millowitsch in der Titelrolle und Hinnerk Schönemann als Kriminalhauptkommissar Jürgen Simmel wurde am 14. März 2018 erstmals im ZDF ausgestrahlt.

## Handlung
Kommissarin Marie Brand und ihr Kollege Jürgen Simmel werden zu einem Bankeinbruch gerufen. Zwei Täter haben hier versucht, die Schließfächer zu plündern, wurden jedoch vorzeitig von der Alarmanlage gestört und traten den Rückzug an. Auf ihrer Flucht schoss einer der Männer auf eine Frau im Treppenhaus, die später im Krankenhaus verstarb. Da das ausgebrannte Fluchtfahrzeug schnell gefunden wird, führt dies die Ermittler zu Falk Ziegler, dem der Wagen gehörte. Er gibt an, dass ihm das Auto in der Nacht gestohlen wurde.
Marie Brand hofft, dass die Täter ihr Diebesgut zeitnah umsetzen werden, und kontaktiert deshalb die Besitzer der drei Schließfächer, die bei dem Einbruch geplündert wurden. Dabei handelt es sich um einen jungen Unternehmer, der zur Zeit zusammen mit seinem Schwager erfolgreich Parfüm herstellt, eine Anwältin und eine Schauspielerin. Während letztere zu den gestohlenen Sachen sehr konkrete Angaben machen können, ist der Inhalt des dritten Schließfachs unklar. Es gehörte dem Bruder von Julia Gronwald, der vor drei Monaten beim Bergsteigen im Himalaya tödlich verunglückt war. Sie hat erst nach Bestätigung des Nachlassgerichtes die Möglichkeit, Einsicht zu nehmen, was nun nicht mehr möglich ist.
Brand und Simmel können inzwischen den vorbestraften Roland Born als einen der Einbrecher ermitteln. Als sie ihn aufsuchen wollen, finden sie ihn erschlagen in seiner Wohnung. Brand verdächtigt den zweiten Täter, der sich gerade aktiv zeigt und versucht, eine Uhr zu verkaufen. Der aufmerksame Juwelier verständigt die Beamten, doch der Mann, bei dem es sich tatsächlich um den Besitzer des Fluchtwagens (Falk Ziegler) handelt, bemerkt dies und kann sich einer Festnahme entziehen. Die Ermittler können ihm aber dennoch auf die Spur kommen, denn nach Recherchen in Borns Vergangenheit ist ersichtlich, dass beide zusammen zur Schule gegangen waren. Als Brand und Simmel Ziegler aufsuchen wollen, ist niemand in der Wohnung. Die Ermittler sehen sich dort um und finden tatsächlich das versteckte Diebesgut, von Ziegler und seiner bei ihm wohnenden minderjährigen Tochter allerdings keine Spur.
Von Julia Gronwald erfährt Marie Brand, dass sich ein Erpresser gemeldet habe, der 50.000 Euro für den Inhalt des Schließfachs fordert. Ehemann Peter Gronwald beauftragt seinen Sicherheitsverantwortlichen Jürgen Wegert, das Geld zu überbringen. Der Kommissarin erscheint das Vorgehen mysteriös und die Nachfrage bei Gronwalds Bank bringt zu Tage, dass insgesamt eine Million Euro vom Firmenkonto abgehoben wurde. Sie vermuten einen Zusammenhang mit möglichen Patentrechten der entwickelten Parfüms und erfahren, dass der Verunglückte vorhatte, seine Firma zu verkaufen. Julia Gronwald gibt an, dass ihr Bruder den Spaß an dem Unternehmen verloren hatte. Sie selber betreibt ein Sportgeschäft, während ihr Mann der Entwickler der meisten Duftstoffe war. Marie Brand bringt in Erfahrung, dass Jürgen Wegert früher Polizist war und an dem Einbruchsfall mitgearbeitet hatte, für den Roland Born überführt worden war. Simmel schließt daraus, dass Wegert Born und Ziegler dazu angestiftet hatte, die Schließfächer aufzubrechen, damit er an den Inhalt gelangen könne. Brand und Simmel überwachen die Geldübergabe, doch Wegert schafft es, die beiden auszutricksen. Er hatte zuvor bereits Ziegler und dessen Tochter in ein Versteck gebracht, wo er sie nun mit einem Sprengsatz umbringen will, sodass damit der letzte Zeuge beseitigt wäre. Brand und Simmel gelingt es durch einen weiteren Trick dennoch, Wegerts Spur zu folgen und Ziegler und seine Tochter rechtzeitig zu befreien. Für den Einbruch wird sich Ziegler verantworten müssen. Für den Mord an seinen Komplizen können die Ermittler Jürgen Wegert überführen. Er hatte mitbekommen, dass Gronwald sich die von ihm kreierten Duftstoffe unter seinem Namen patentrechtlich sicherte, als er von dem bevorstehenden Verkauf der Firma erfahren hatte. Im Streit darüber hatte sein Schwager ihm gekündigt und einen Rechtsstreit eingeleitet. Die Unterlagen und Beweise dazu befanden sich im Schließfach. Wegert wollte nach dem Unfalltod seines Chefs die Chance nutzen und Gronwald mit seinem Wissen und den Unterlagen erpressen.

## Hintergrund
Marie Brand und der Duft des Todes war ursprünglich als 22. Episode der Krimi-Reihe vorgesehen, doch da der letzte Film, Marie Brand und der schwarze Tag im Januar kurzfristig der Handball-WM weichen musste und die Ausstrahlung dieser Folge auf den 21. April 2018 verlegt wurde, kam es zum Tausch der Reihenfolge.
Die Folge wurde von der Warner Bros. International Television Production (Eyeworks) produziert und in Köln und Umgebung gedreht.

## Rezeption

### Einschaltquoten
Der Fernsehfilm Marie Brand und der Duft des Todes erreichte bei seiner Erstausstrahlung im ZDF am 14. März 2018 durchschnittlich 7,06 Millionen Zuschauer was 22,7 Prozent des Marktanteils in Deutschland entsprach.

### Kritiken
Die Frankfurter Rundschau wertete: „‚Marie Brand und der Duft des Todes‘ orientiert sich […] am gewohnten ‚Brain & Body‘-Muster: sie als Analytikerin, die sich im Umgang mit dem jüngeren Kollegen auch mal mütterlich gibt, er als Mann mit kleinen Fehlern, dem kein Fettnäpfchen fremd ist. Deshalb darf Schönemann seinen Simmel diesmal wieder am Bildrand mit all’ den mitunter kaum wahrnehmbaren Manierismen ausstatten, die ihn so unverwechselbar machen.“
Tilmann P. Gangloff beurteilt diese Episode bei tittelbach.tv positiv und meinte: „Die Krimiebene mit der Erpressung eines Geruchsherstellers ist nicht uninteressant, aber wie auch die Inszenierung weitgehend frei von Überraschungen. Letztlich sind es die sympathischen kleinen Comedy-Effekte, die den Unterschied zu anderen Reihen ausmachen. Für diese Momente ist stets Schönemann zuständig, der auch hier wieder am Rand der (Krimi-)Handlung seine Duftmarken setzt.“
Die Kritiker der Fernsehzeitschrift TV Spielfilm vergaben nur eine mittlere Wertung (Daumen gerade) und meinten: „Die Wortgefechte des Duos sind ja ganz launig, der teils schludrige Plot und seine Inszenierung reißen uns aber nicht vom Hocker.“